# Heilig Hartbeeld (Roosendaal)
Het Heilig Hartbeeld is een standbeeld in de Nederlandse stad Roosendaal, in de provincie Noord-Brabant. 

## Achtergrond
Na de heiligverklaring van Margaretha-Maria Alacoque in mei 1920 nam de Heilig Hartverering een vlucht. In Roosendaal werd in juli 1920 door de Katholieke Sociale Actie het initiatief genomen om te komen tot een Heilig Hartmonument. Uit de ontwerpen die werden ingezonden kwam dat van de lokale architecten Vergouwen en Harks als beste uit de bus. Het Heilig Hartbeeld werd vervolgens gemaakt door beeldhouwer Victor Sprenkels in het atelier van Cuypers & Co. in Roermond. 
Het monument werd op tweede kerstdag 1921 onthuld en door pastoor De Groot ingewijd. Het beeld was aanvankelijk geplaatst aan de noordzijde van de Sint-Janskerk. In 1936 verhuisde het naar de achterkant van de kerk, in verband met een verandering van de infrastructuur. Bij een nieuwe aanpassing van het St.-Jansplein (nu Tongerloplein) in 1969 verhuisde het beeld naar de Heilig Hartkerk.

## Beschrijving
Het zandstenen beeld toont een Christusfiguur, blootsvoets staande op een halve wereldbol en gekleed in gedrapeerd gewaad. Op de bol is een kruis met rozen afgebeeld. Christus houdt zijn rechterhand zegenend geheven en wijst met zijn linkerhand naar het Heilig Hart, omgeven door een doornenkroon, op zijn borst. 
Aanvankelijk stond het beeld op een gebeeldhouwde sokkel met vier zuiltjes, waartussen koppen van de vier evangelisten waren aangebracht. Bij de verhuizing in 1969 kreeg het beeld een betonnen voetstuk.